# L'inferno comincia nel giardino
L'inferno comincia nel giardino (The Wall of the Sky, the Wall of the Eye) è una antologia di racconti di Jonathan Lethem del 1996, la prima pubblicata dall'autore. Contiene sette racconti, cinque pubblicati in precedenza tra il 1991 e il 1995 e due inediti. Tutte le storie, come buona parte delle prime opere di Lethem, hanno definiti elementi fantascientifici, nonostante il loro contenuto vari ampiamente.

## Racconti

### L'Uomo Felice(The Happy Man)
Pubblicato originariamente sull'Isaac Asimov's Science Fiction Magazine del febbraio 1991.
Candidato al Premio Nebula per il miglior racconto.

### Vanilla Dunk
Pubblicato originariamente sull'Isaac Asimov's Science Fiction Magazine del settembre 1992.

### Chiaro e il Sofferente(Light and the Sufferer)
Pubblicato originariamente su Century #1 del 1995.

### Per sempre, disse il papero("Forever," Said the Duck)
Pubblicato originariamente sull'Isaac Asimov's Science Fiction Magazine del dicembre 1993.

### Cinque scopate(Five Fucks)
Pubblicato per la prima volta in questa antologia.
Candidato al Premio Nebula per il miglior racconto breve e al Premio James Tiptree Jr..

### Duri come la pietra(The Hardened Criminals)
Pubblicato originariamente in Intersections: The Sycamore Hill Anthology del 1996.

### I dormiglioni(Sleepy People)
Pubblicato per la prima volta in questa antologia.

## Edizioni
- Jonathan Lethem, The Wall of the Sky, the Wall of the Eye, Harcourt Brace, 1996,  pp. 294.
- Jonathan Lethem, L'inferno comincia nel giardino, traduzione di Martina Testa, collana Sotterranei n. 37, minimum fax, 2001,  p. 263, ISBN 88-87765-35-9.